# آکیورا ویگور
آکیورا ویگور (Acura Vigor) خودرویی است که در سال‌های ۱۹۸۱ تا ۱۹۸۵در ژاپن تولید شده‌است. است. سیستم جعبه‌دندهٔ آن ۵ دنده به دو صورت خودکار و دستی است.